# Claudine et le Poussin
Pour plus de détails, voir Fiche technique et Distribution.
Claudine et le Poussin est un film français en 5 parties, réalisé par Marcel Manchez et sorti en 1924.

## Synopsis
À la suite d'un accident de la route, les passagers du véhicule, Mme Portehaut et sa nièce Claudine une artiste parisienne, sont hébergés chez la comtesse de Puygiron dont le manoir est proche du lieu de l'accident. Mme Portehaut a en effet été blessée dans le choc et son état nécessite une immobilisation et des soins pendant quelques jours.
Mme de Puygiron y vit seule avec son fils Claude qu'elle appelle son « Poussin ». Celui-ci tombe rapidement amoureux de Claudine mais sa mère s'oppose à ce qu'il suive cette théâtreuse à Paris une fois Mme Portehaut remise de ses blessures.
Après une tentative de suicide de son fils désespéré, la comtesse de Puygiron finit par se résigner et laisse son « Poussin » rejoindre Claudine à Paris.

## Fiche technique
- Titre : Claudine et le Poussin
- Autre titre : Le Temps d'aimer
- Réalisation : Marcel Manchez
- Scénario : Marcel Manchez
- Photographie : Maurice Forster
- Pays d'origine :  France
- Production : Les Films Marcel Manchez
- Genre : Comédie
- Durée : 61 minutes
- Lieux de tournage : Les Studios Gaumont pour les intérieurs et le château de Troissereux pour les extérieurs
- Date de sortie : 
  - France : 14 mars 1924

## Distribution
- Dolly Davis : Claudine
- Pierre Batcheff : Claude de Puygiron dit « Poussin »
- Jeanne Méa : la comtesse de Puygiron, mère de Claude
- Gilbert Dalleu : le prêtre précepteur de Claude
- Marthe Lepers : Mme Portehaut, tante de Claudine
- Paul Jorge : Honoré
- Maria Gandini : la paysanne
- Max Lerel : le chauffeur
- François Angély : le médecin